# CHTOP
CHTOP (англ. Chromatin target of PRMT1) – білок, який кодується однойменним геном, розташованим у людей на короткому плечі 1-ї хромосоми.  Довжина поліпептидного ланцюга білка становить 248 амінокислот, а молекулярна маса — 26 397.
| 10         |  | 20         |  | 30         |  | 40         |  | 50         |
| ---------- |  | ---------- |  | ---------- |  | ---------- |  | ---------- |
| MAAQSAPKVV |  | LKSTTKMSLN |  | ERFTNMLKNK |  | QPTPVNIRAS |  | MQQQQQLASA |
| RNRRLAQQME |  | NRPSVQAALK |  | LKQSLKQRLG |  | KSNIQARLGR |  | PIGALARGAI |
| GGRGLPIIQR |  | GLPRGGLRGG |  | RATRTLLRGG |  | MSLRGQNLLR |  | GGRAVAPRMG |
| LRRGGVRGRG |  | GPGRGGLGRG |  | AMGRGGIGGR |  | GRGMIGRGRG |  | GFGGRGRGRG |
| RGRGALARPV |  | LTKEQLDNQL |  | DAYMSKTKGH |  | LDAELDAYMA |  | QTDPETND   |

A: Аланін

D: Аспарагінова кислота

E: Глутамінова кислота

F: Фенілаланін

G: Гліцин

H: Гістидин

I: Ізолейцин

K: Лізин

L: Лейцин

M: Метіонін

N: Аспарагін

P: Пролін

Q: Глутамін

R: Аргінін

S: Серин

T: Треонін

V: Валін

Кодований геном білок за функцією належить до фосфопротеїнів. 
Задіяний у таких біологічних процесах як транскрипція, регуляція транскрипції, транспорт, транспорт мРНК, ацетиляція, альтернативний сплайсинг. 
Білок має сайт для зв'язування з РНК. 
Локалізований у ядрі.